# Computerized System Validation
Computer System Validation (CSV) ist ein dokumentierter Validierungs-Prozess, der konsistent und reproduzierbar nachweist, dass ein computergestütztes System seine Prozesse so ausführt, wie sie von ihm gefordert werden (Prüfung der Zweckbestimmung). Der gesamte Validierungsprozess begleitet den kompletten Lebenszyklus des Systems von der Definition der Anforderungen über den Betrieb bis zur Außerbetriebnahme.

## Phasen der CSV
1. DQ – Designqualifizierung, Abgleich der Anforderungen des Lastenheftes mit dem Pflichtenheft
2. IQ – Installationsqualifizierung, Überprüfung der ordnungsgemäßen Installation des Systems
3. OQ – Funktionsqualifizierung, Überprüfung der ordnungsgemäßen Funktion des Systems
4. PQ – Leistungsqualifizierung,  Überprüfung des ordnungsgemäßen Betriebes des Systems[1]

## Anforderungen an eine CSV
Die Anforderungen an eine CSV sind den regulatorischen Anforderungen zu entnehmen, so z. B. FDA 21 CFR part 820.70, FDA 21 CFR part 11.10, ISO 13485:2016, GAMP 5.
Es müssen u. a. Benutzer-Software-Schnittstelle, Daten-Schnittstellen, Laufzeitumgebungen sowie Testfälle definiert werden.